# Artabotrys likimensis
Artabotrys likimensis là loài thực vật có hoa thuộc họ Na. Loài này được De Wild. mô tả khoa học đầu tiên năm 1911.